# غمار مشعر
غمار مشعر (الاسم العلمي: Gammarus hirsutus) هو نوع من المفصليات يتبع جنس الغمار من الفصيلة الغمارية.